# Baudonvilliers
Baudonvilliers é uma comuna francesa na região administrativa de Grande Leste, no departamento de Meuse. Estende-se por uma área de 3,07 km². Em 2010 a comuna tinha 384 habitantes (densidade: 125,1 hab./km²).